# Pumptrack-Weltmeisterschaften 2025
Die Pumptrack-Weltmeisterschaften 2025 sollen vom 3. bis 6. September im schweizerischen Monthey stattfinden. Sie sind Teil der Mountainbike-Weltmeisterschaften 2025, die über verschiedene Orte im Kanton Wallis verteilt sind und ein umfangreicheres Programm als sonst haben. Schauplatz wird der 2024 eröffnete Pumptrack im Sportzentrum Verney sein.

## Ablauf
Die Weltmeisterschaften werden von der Firma Velosolutions im Namen des Radsport-Weltverbands UCI organisiert. Es gibt Wettkämpfe für Männer und für Frauen, die sich über eine Serie weltweit organisierter Wettkämpfe für die WM qualifizieren.